# NGC 3370
NGC 3370またはSilverado Galaxyは、しし座の方角に約9800万光年離れた位置にある渦巻銀河である。直径（10万光年）と質量（1011太陽質量）は、銀河系に匹敵する。NGC 3370は、不明瞭な核の周りに複雑な渦状腕を持つ。

## 歴史
NGC 3370は、恐らくウィリアム・ハーシェルが発見し、彼によりII 81という符号が与えられた。彼の息子であるジョン・ハーシェルは、後に750という符号を付けた。ウィリアムは、NGC 3370の前にNGC 3348をI 80として、後にNGC 3455をII 82として収録した。
この天体の表面輝度は13で、位置角は140°である。
1994年11月14日、S. Van Dykとロイシュナー天文台の超新星サーチは、NGC 3370中に超新星を発見し、SN 1994aeと命名した。SN 1994aeは、Ia型超新星で、デジタル検出装置の出現以来、最も近く最も良く観測できたものの1つであった。超新星の最大光度は、11月30日から12月1日の間で、視等級は13と推定された。